# Tyresö-Flaten
Tyresö-Flaten är en sjö i Tyresö kommun i Södermanland och ingår i Tyresåns huvudavrinningsområde. Sjön är 25 meter djup, har en yta på 0,322 kvadratkilometer och befinner sig 20,1 meter över havet.
Med sina 25 meter är den Tyresåns sjösystems djupaste sjö. Inflödet till sjön sker från Långsjön via Gammelströmmen, och utflödet går till Albysjön via Wättingeströmmen.
Sjön är mycket näringsrik, vilket beror på gamla avloppssynder men även stora tillflöden av dagvatten från omgivande tätbebyggelse (Krusboda) och uppströms liggande sjöar i Tyresö, Haninge, Huddinge och Stockholms kommuner.
I Tyresö-Flaten råder förbud mot att köra båt med motor. Tyresö fiskevårdsförening arrenderar fisket i sjön. En stor del av sjön ägs av Stockholms stad (2007). Sjöns östra delområde inklusive Rundmar och skogen vid dess södra strand vid Gammelströmmens inflöde och fram till Wättingeströmmens utflöde, ingår i naturreservatet kring Tyresta nationalpark. Norra sidan utgörs av samhället Nyfors strandområde.

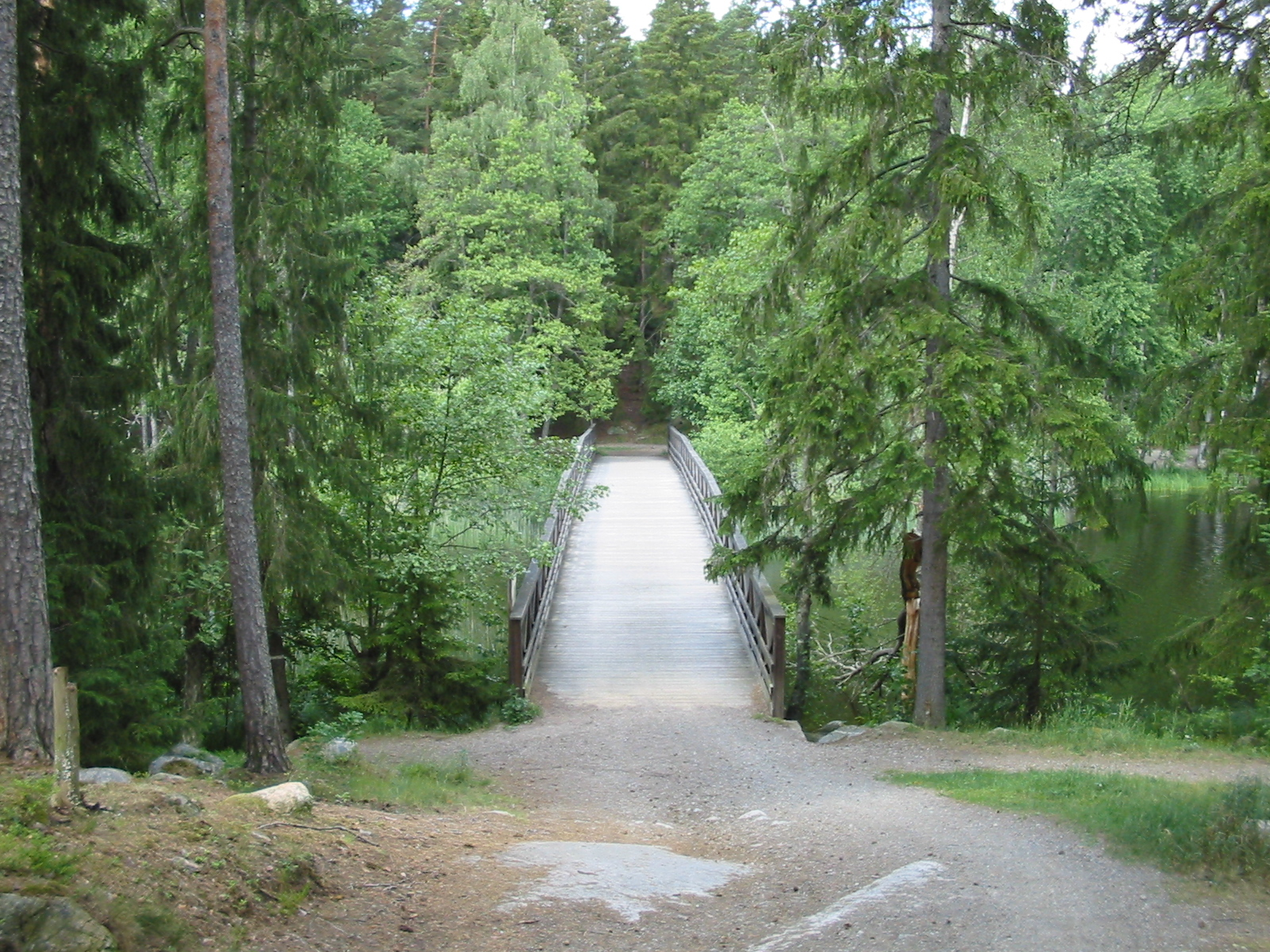
Bro som skiljer Lillsjön från egentliga Tyresö-Flaten
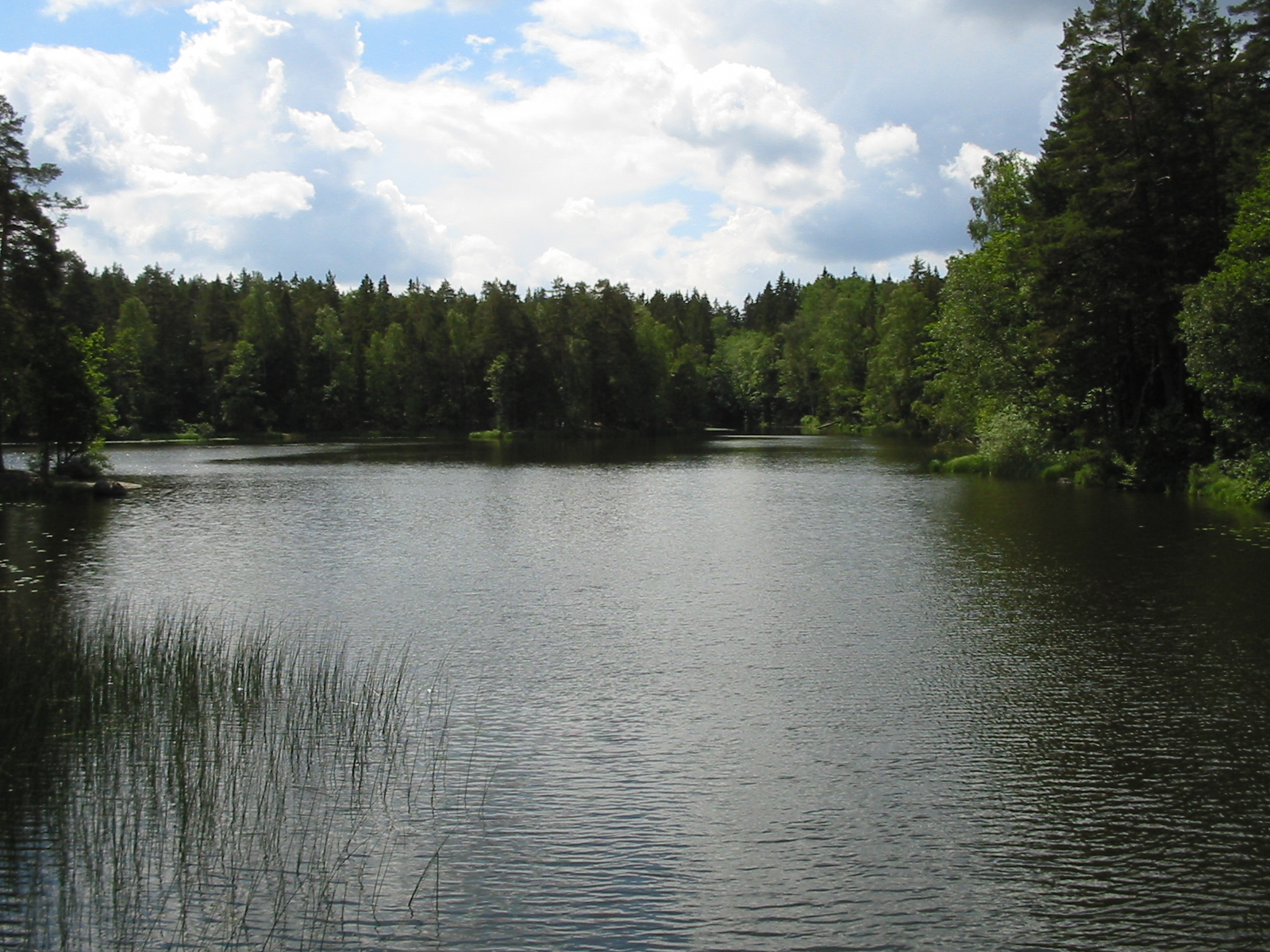
Delen av sjön som kallas Lillsjön, sett från bron

## Delavrinningsområde
Tyresöflaten ingår i delavrinningsområde (656933-164027) som SMHI kallar för Utloppet av Albysjön. Medelhöjden är 42 meter över havet och ytan är 4,2 kvadratkilometer. Räknas de 20 avrinningsområdena uppströms in blir den ackumulerade arean 221,21 kvadratkilometer. Avrinningsområdets utflöde Tyresån (Kålbrinksströmmen) mynnar i havet. Avrinningsområdet består mestadels av skog (49 procent). Avrinningsområdet har 0,32 kvadratkilometer vattenytor vilket ger det en sjöprocent på 7,7 procent. Bebyggelsen i området täcker en yta av 1,69 kvadratkilometer eller 40 procent av avrinningsområdet.

## Fisk
Vid provfiske har följande fisk fångats i sjön:
- Abborre
- Björkna
- Braxen
- Gärs
- Gös
- Löja
- Mört
- Nors